# Светислав Маркович
Светислав Маркович (серб. Светислав Марковић / Svetislav Marković) —  югославський футболіст, що грав на позиції півзахисника. Відомий виступами за клуб «Югославія». Дворазовий чемпіон Югославії. 

## Кар'єра гравця
У 1923 році у складі клубу «Югославія» був учасником першого розіграшу чемпіонату Югославії. У 1/4 фіналу «Югославія» перемогла клуб «Бачка» (Суботиця) з рахунком 2:1, а у півфіналі поступилась САШКу (Сараєво) 3:4. 
У наступному чемпіонаті 1924 року «Югославія» здобула перемогу. На шляху до фіналу команда здолала «Славію» (Осієк) (5:2) і «Сомборський» (6:1), а у головному матчі перемогла «Хайдук» (Спліт) з рахунком 2:1. У 1925 році «Югославія» повторила свій успіх. З однаковим рахунком 3:2 клуб послідовно переміг «Хайдук» (Спліт), «Славію» (Осієк) і «Граджянскі» (Загреб). Маркович грав у лінії півзахисту разом з Михайлом Начевичем і Алоїзом Махеком. Серед інших провідних гравців тієї команди можна виділити Милутина Івковича, Драгана Йовановича, Стевана Лубурича, Душана Петковича, Бранислава Секулича. 
У 1926 році «Югославія» знову дісталась фіналу чемпіонату, але поступилась «Граджянскі» (Загреб) з рахунком 1:2. 
Також Светислав Маркович грав у складі збірної Белграда. Зокрема, був учасником двох перших розіграшів Кубка короля Олександра, турніру для найбільших міст Югославія, 1924 і 1925 років.

## Трофеї і досягнення
- Чемпіон Югославії: 1924, 1925
- Срібний призер чемпіонату Югославії: 1926
- Чемпіон футбольної асоціації Белграда: 1923, 1924, 1925, 1926